# 马耶讷河畔卢瓦涅
马耶讷河畔卢瓦涅（法語：Loigné-sur-Mayenne，法語發音：[lwaɲe syʁ majɛn]）是法国马耶讷省的一个旧市镇，位于该省南部，属于贡捷堡区。2019年，马耶讷河畔卢瓦涅与市镇圣叙尔皮斯合并为新市镇拉罗什讷维尔。

## 地理
马耶讷河畔卢瓦涅（47°52'21"N, 0°44'56"W）面积20.5 平方千米，位于法国卢瓦尔河地区大区马耶讷省，该省份为法国西北部内陆省份，北起芒什省和奧恩省，西接伊勒-维莱讷省，南至曼恩-卢瓦尔省，东临萨尔特省。
与马耶讷河畔卢瓦涅接壤的市镇（或旧市镇、城区）包括：贡捷堡、阿泽、弗罗芒蒂耶尔、乌赛、马里涅珀通、珀通、克莱讷圣戈、圣叙尔皮斯。

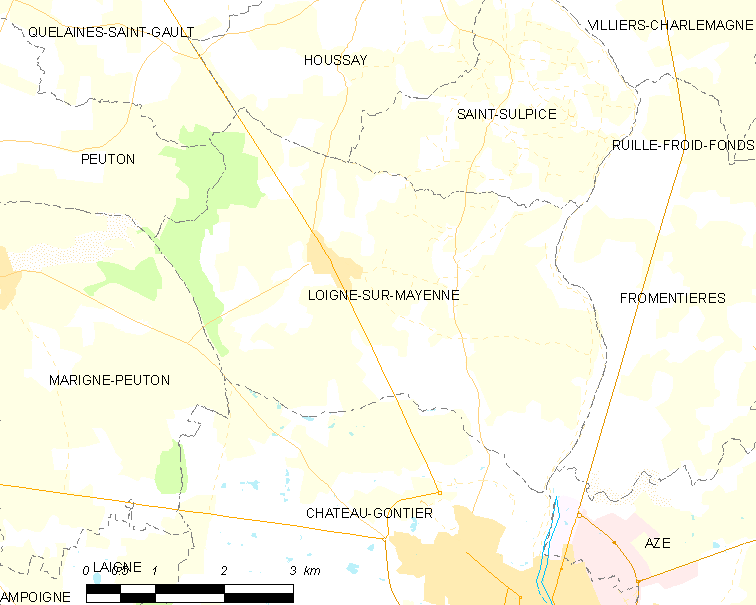
马耶讷河畔卢瓦涅的OSM定位图

马耶讷河畔卢瓦涅的时区为UTC+01:00、UTC+02:00（夏令时）。

## 行政
马耶讷河畔卢瓦涅的邮政编码为53200，INSEE市镇编码为53136。

## 政治
马耶讷河畔卢瓦涅所属的省级选区为马耶讷河畔贡捷堡第一县。

## 人口

1962-2008年间马耶讷河畔卢瓦涅人口变化图示

马耶讷河畔卢瓦涅于2018年1月1日时的人口数量为931人。